# 5968 Trauger
5968 Trauger eller 1991 FC är en asteroid i huvudbältet som upptäcktes 17 mars 1991 av den amerikanske astronomen Eleanor F. Helin vid Palomar-observatoriet. Den är uppkallad efter den amerikanske fysikern John T. Trauger.
Asteroiden har en diameter på ungefär 4 kilometer och den tillhör asteroidgruppen Hungaria.